# ۶۴ (پیش از میلاد)

## رویدادها
- سرویلیوس رولوس سخن‌گوی رومی پیشنهاد اصلاحات ارضی داد.
- نابودی پادشاهی پنتوس یه دست پومپه
- پومپه سوریه، اورشلیم و یهودیه را به روم پیوست.
- با سرنگونی آنتیوخوس سیزدهم به پادشاهی سلوکی پایان‌داده‌شد.

## منبع
Wikipedia contributors, "64 BC," Wikipedia, The Free Encyclopedia, http://en.wikipedia.org/w/index.php?title=64_BC&oldid=213684318 (accessed June 16, 2008). 